# イルドガルド・ド・オート＝ロレーヌ・ド・スンゴー
イルドガルド・ド・オート＝ロレーヌ・ド・スンゴー（Hildegarde de Haute-Lorraine de Sundgau, ? - 1046年4月1日）は、アンジュー伯フルク3世ネラの2人目の妻。ドイツ語名はヒルデガルト・フォン・オーバーロートリンゲン・フォン・ズントガウ（Hildegard von Oberlothringen von Sundgau） 

## 生涯
イルドガルドの明確なルーツ・出自は不明である。しかし、アルザス地方のノルゴーの一族の生まれと考えられており、アルデンヌ家の上ロレーヌ公ティエリー1世の娘であるともされる。  
イルドガルドの夫、フルク3世は初婚の妻エリザベート・ド・ヴァンドームを不貞により、フルク自らが火刑に処すという悲惨な事件で妻を亡くした後、1001年にイルドガルドと結婚した。 
イルドガルドは夫フルク3世との結婚により、1男1女をもうけている。 
- ジョフロワ2世マルテル（1006年 - 1060年） - フルク3世からアンジュー伯を継承。
- エルマンガルド＝ブランシュ（1018年 - 1076年） - ガティネ伯ジョフロワ2世フェレオルと結婚し、死別後にブルゴーニュ公ロベール1世の2人目の妃として再婚。

イルドガルドは信仰厚い女性であり、夫フルク3世との死別後、1028年に設立したロンスレイのサント＝マリー修道院に隠棲し、尼僧となり余生を送ったとされ、エルサレムへの巡礼中に亡くなり、聖墳墓教会に葬られたとされる。 